# Eugenio Suárez Herreros
José Eugenio Suárez Herreros (Santiago, 1899-Ibíd, 1977) fue un médico cirujano, profesor y político chileno, que se desempeñó como ministro de Estado de su país, durante el segundo gobierno del presidente Carlos Ibáñez del Campo.

## Familia y estudios
Nació en Santiago de Chile en 1899, hijo del agricultor Roberto Suárez Mujica y de Carmela Herreros Ortúzar. Su hermano Horacio, de profesión abogado, fue diplomático y funcionario del Ministerio de Relaciones Exteriores de Chile. Realizó sus estudios superiores en la Escuela de Medicina de la Universidad de Chile, titulándose como médico cirujano en 1922, con la tesis Viscosidad sanguínea: acción farmacodinámica y farmacoterápica de los yódicos. Luego, efectuó estudios de perfeccionamiento en el Instituto Pasteur de París (Francia) y en los institutos seroterápicos de Milán (Italia) y de Viena (Austria).
Se casó con la descendiente alemana Luisa Froemel von Kalchberg, con quien tuvo un hijo, Eugenio. Más tarde, contrajo segundas nupcias con Ljubica Grego Madariaga, teniendo una hija, Eugenia.

## Carrera profesional
En 1929, fundó el Instituto Bacteriológico de Chile, del cual ejerció como su primer director, luego subdirector, y director nuevamente. A continuación, en 1932 fundó el Instituto Bacteriológico del Perú, y en 1936 colaboró en la formación del Instituto Nacional de Higiene de ese país. Por aquello fue condecorado por el gobierno peruano.
De la misma manera, en 1938 viajó a Venezuela para organizar el Instituto de Higiene de esa nación, siendo declarado como «huesped de honor» por el gobierno venezolano. Con motivo de viajes de estudios visitó numerosos países del orbe, obteniendo la misma distinción por parte de los gobiernos respectivos.
Hacia 1940, fue invitado por la Sociedad de las Naciones como experto en higiene y en tifus exantemático, además, fue miembro del Comité de Higiene de ese organismo internacional. También, fue delegado a varios congresos científicos, y fue autor de diversas publicaciones sobre carbunco bacteridiano.
Por otra parte, entre 1929 y 1950 ejerció como profesor de bacteriología y hematología en la Universidad de Chile, y fue miembro fundador de la Sociedad de Microbiología. Así como también, consejero del Instituto de Salubridad de Chile, presidente de la Caja Nacional de Empleados Públicos y Particulares, y director de las empresas Mademsa y Madeco.

## Carrera política
En 1941, durante el gobierno del presidente Pedro Aguirre Cerda fue nombrado como titular de la Dirección General de Sanidad. Sin afiliación política, con ocasión del segundo gobierno del presidente Carlos Ibáñez del Campo, el 1 de abril de 1953 fue nombrado como ministro de Salubridad, Previsión y Asistencia Social. Actuó en ese cargo hasta el 5 de junio de ese año, fecha en que se produjo un cambio legal de denominación en el ministerio; pasándose a llamar «Ministerio de Salud Pública y Previsión Social», desempeñándose en la renombrada repartición gubernamental hasta el 1 de marzo de 1954. El 5 de junio de ese año fue nuevamente llamado al gabinete por Ibáñez del Campo, en esta oportunidad para ocupar el puesto de ministro de Agricultura, función que dejó el 14 de noviembre del mismo.
Falleció en Santiago en 1977.